# 버트 배스킨
버트 버치 배스킨(Burt "Butch" Baskin, 1913년 12월 17일~1967년 12월 24일)은 그의 형제 어브 로빈스(Irv Robbins)와 함께 1946년에 미국의 아이스크림 체인 회사 배스킨 라빈스를 설립한 사업가였다.

## 생애
버트 배스킨은 1913년 12월 17일 일리노이주 스트리터에서 태어났다.그의 아버지는 1925년에 미국에 도착한 러시아계 유대인 이민자이며 옷가게를 소유한 해럴드 배스킨(Harold Baskin)이다.
1931년 스트레이터 타운쉽 고등학교를, 1935년 일리노이 대학교를 졸업했으며, 제타 베타 타우(Zeta Beta Tau) 동호회의 회원이었다. 해리 배스킨은 1925년쯤 러시아에서 이민을 왔고, 1902년에 결혼을 했고, 1905년 혹은 그 이전에 스트레이터로 이사를 갔다. 배스킨 가족은 해리가 1942년 은퇴할 때까지 스트리터에서 옷가게를 운영했다.

## 개인사
버트 배스킨과 어브 로빈스는 1941년 배스킨이 1942년 워싱턴주 타코마에서 결혼한 어브 베스킨의 여동생 셜리 로빈스와 교제하기 시작하면서 만났다. 그는 제2차 세계 대전 동안 남태평양의 해군 예비군 사령관으로 근무했다. 그들에게는 에디 베스킨, 리처드 배스킨 총 두 자녀가 있었다.
버트 베스킨은 1967년 12월 24일 캘리포니아주 스튜디오 시티에 있는 자택에서 심장마비로 사망했다. 그는 로스앤젤레스 동부에 위치한 평화의 고향 묘지에 안장되었다.